# 趙與訔

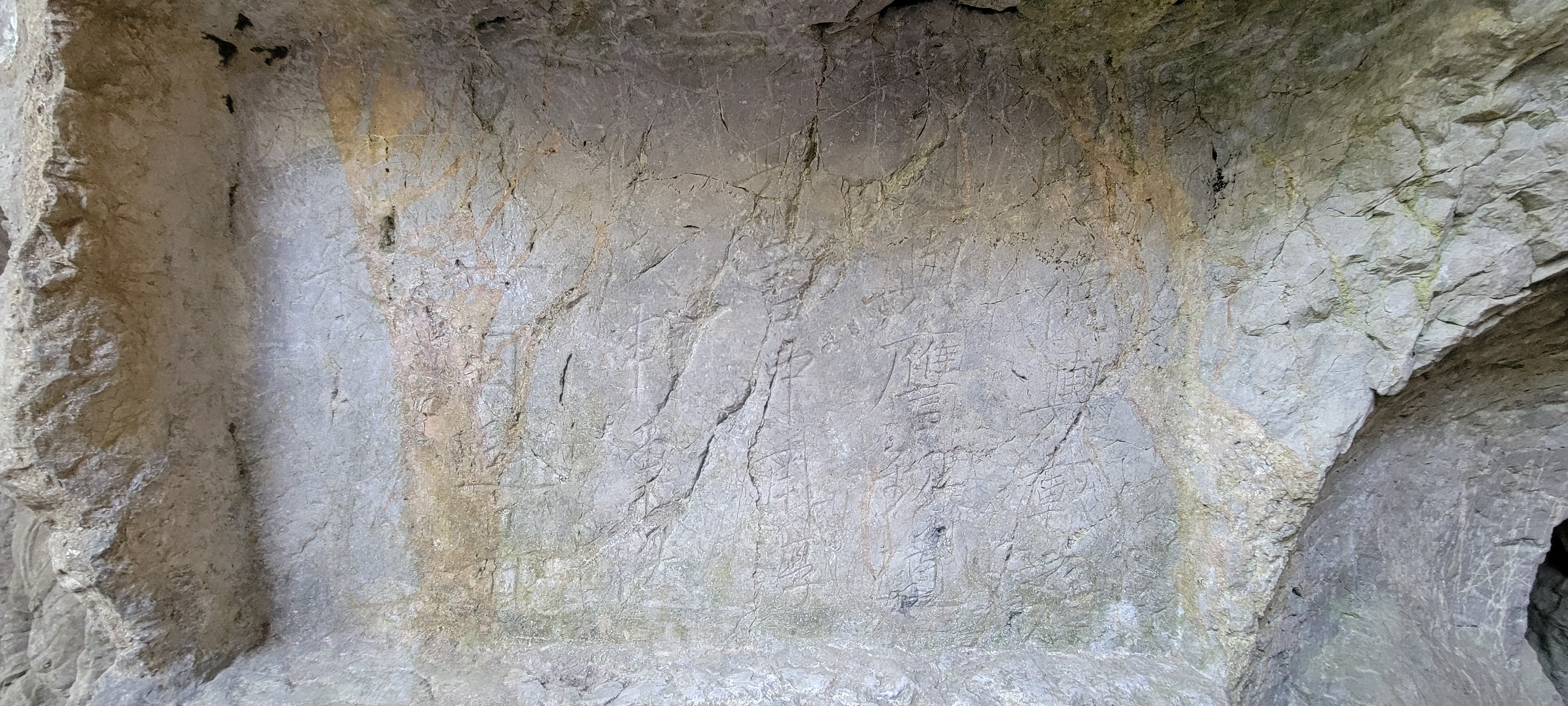
淳祐戊申（1248），趙與訔與其兄趙與譍、朋友陸德輿在飛來峰青林洞避暑時留下的題刻。

趙與訔，字中甫（或作中父，但其於自己書寫的題刻上寫作“甫”），號菊坡，南宋宗室，湖州烏程人，原籍蘭溪。趙孟頫之父。

## 生平
趙與訔生於嘉定癸酉（1213）十一月八日，名義上是秀安僖王趙子偁五世孫。但實際上是秀王之後赵希戭夫人的過繼子。他在隨從長兄趙與譍通判湖州時，被趙夫人鄭氏選中過繼。他的生父趙希瓌，為燕王趙德昭之後（希戭則屬秦王德芳一系）。 趙與訔歷任知蕭山縣、通判臨安府、知嘉興府、平江府、權知鎮江府、知隆興府，兩次知臨安府、浙西安撫使。淳祐七年，他曾出任史宅之“田事所”的主管文字，推行所谓“括田”政策，即强制征用田地。景定四年（1263）六月，趙與訔負責在安吉推行賈似道的購買公田政策。咸淳元年（1265）三月廿三日卒，享年五十三歲。官至戶部侍郎，官階為正議大夫，爵位封歸安縣開國子。趙與訔在湖州的故居為菊坡園，原為新安郡王赵师夔之園。他還在湖州碧浪湖附近構築了蘇灣園。

## 履歷
- 以門蔭入仕。
- 饒州司戶參軍、監海昌鹽場、黃姚運鹽、兼浙西茶鹽司主管文字、浙西提刑司幹辦公事、知蕭山縣。
- 淳祐七年（1247），在史宅之所设田事所担任主管文字。
- 淳祐八年（1248），幹辦行在諸司糧料院，五月，通判臨安府，十一月，軍器監主簿。
- 淳祐九年（1249），十一月，監三省樞密院門。
- 淳祐十年（1250），太府寺丞，兼大宗正丞，出知嘉興府。
- 金部郎官兼右司、直秘閣、兩浙轉運判官。提舉浙西常平義倉茶鹽公事。
- 寶祐元年（1253），軍器監。直寶章閣、兩浙西路提點刑獄公事，二月，兼提舉，九月兼主管淮浙發運司公事。十月知平江府。遭到彈劾，免為主管建康府崇禧觀。
- 寶祐三年（1255），將作監，總領浙西江東財賦、淮東軍馬錢糧。
- 寶祐四年（1256），權知鎮江府，司農少卿。
- 寶祐五年（1257），太府卿。
- 寶祐六年（1258），秘閣修撰，江西轉運副使，兼知隆興府。再次遭彈劾，罷官。
- 景定元年（1260），司農卿，兼左司郎中、敕令所刪修官。十二月除右文殿修撰、兩浙轉運副使。
- 景定二年（1261），集英殿修撰，進寶章閣待制，知臨安府、浙西安撫使。六月，樞密都承旨。遭彈劾，免為提舉江州太平興國宮。同年十一月除江東轉運使，賜金紫服；兼總領淮西軍馬錢糧。
- 景定三年（1262），二月，兼提領江淮茶鹽所。十月，除權戶部侍郎，尋升敷文閣待制，賜金帶。遭彈劾，免為提舉興隆府玉隆萬壽官。
- 景定四年（1263），六月，推行賈似道公田法于安吉。九月，知平江府、兼浙西提刑。十一月，兼提舉。
- 景定五年（1264），顯謨閣待制，兩浙轉運使，權戶部侍郎。度宗即位，任戶部侍郎，兼知臨安府、浙西安撫使。
- 咸淳元年（1265），賜進士出身。三月廿三日卒。贈銀青光祿大夫。